# الخريف (إب)
الخريف هي إحدى قرى الجمهورية اليمنية. وهي تتبع جغرافيًا لمحافظة إب. وإداريًا لمديرية ذي السفال. يبلغ تعداد سكانها 1429 نسمة حسب الإحصاء الذي جرى عام 2004.